# カワノナツダイダイ
カワノナツダイダイ（川野夏橙）は、ミカン科ミカン属の柑橘類の一つ。1935年（昭和10年）に大分県津久見市（当時は北海部郡津久見町）上青江の果樹園で川野豊によって選抜・育成された、ナツダイダイの枝変わり種である。甘夏橙、甘夏蜜柑、甘夏柑、略して甘夏などとも呼ばれる。

## 特徴

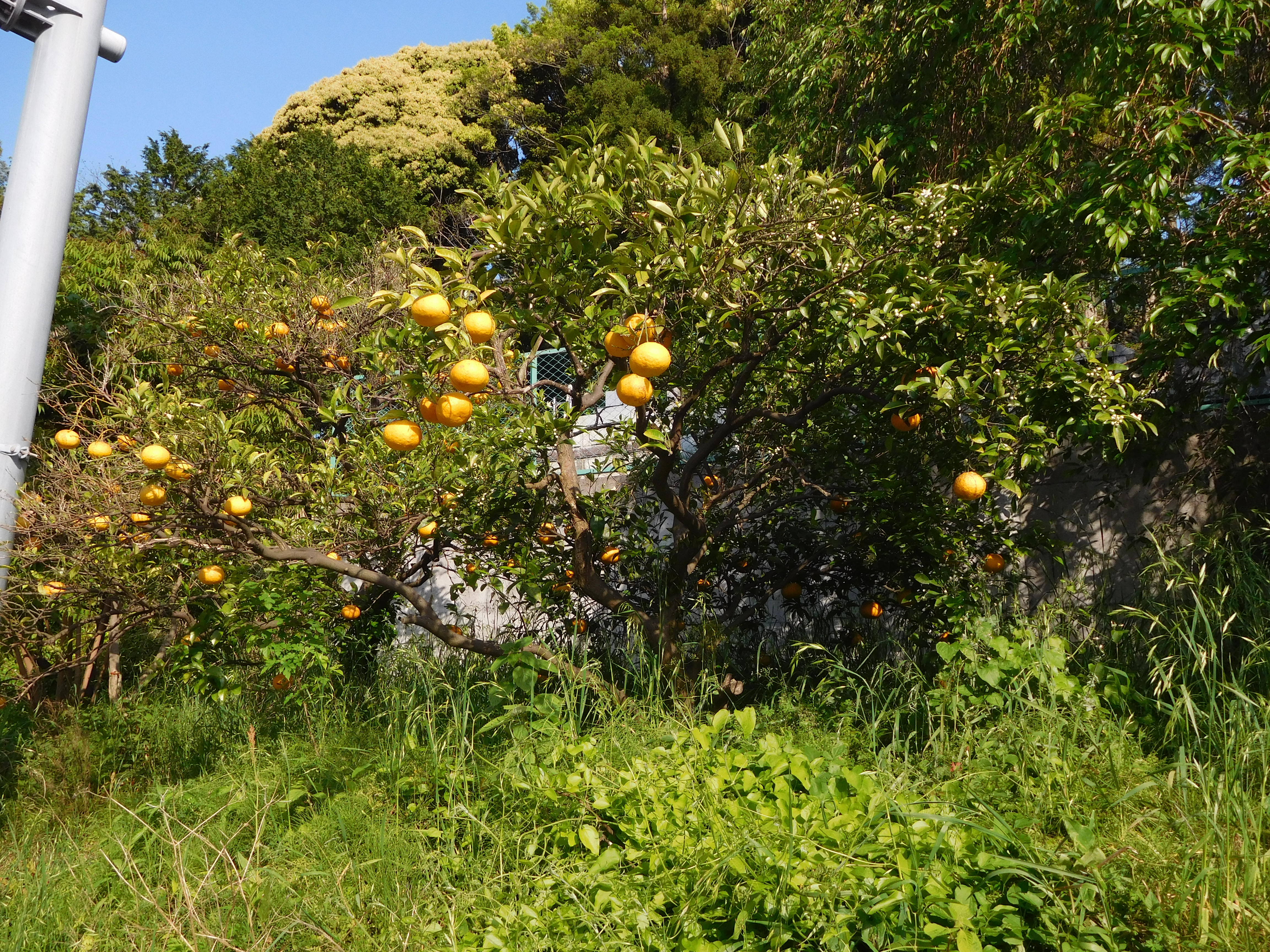
果樹（静岡市清水区）

果実はナツダイダイに比べて減酸が早いため酸味が少なく、糖度が高い。生食や加工品、ポン酢に用いられるほか、サラダの材料にもなる。
1950年（昭和25年）に品種登録された後に1955年（昭和30年）ごろより増殖が進められ、1965年（昭和40年）ごろからはナツダイダイからの更新が進んだ。しかし、1971年（昭和46年）のグレープフルーツ輸入自由化以降、生産量は減少傾向にある。

## 産地
ウンシュウミカンとは自然交配が起こりウンシュウミカンに種子が混ざるため、カワノナツダイダイ産地はウンシュウミカン産地を兼ねていないことが多い。
2014年（平成26年）現在、出荷量は鹿児島県（阿久根市など）が首位で、熊本県（八代市など）、愛媛県（愛南町など）、和歌山県（日高川町など）と続く。
熊本県の芦北地方では、戦後の1949年（昭和24年）から栽培が始まった。また、高度経済成長期の頃、周辺海域の汚染によって漁ができなくなった漁業従事者らの代替産業として広まった経緯がある。